# Des Pudels Kern (1958)
Des Pudels Kern ist eine britische Filmkomödie aus dem Jahre 1958 von Ronald Neame mit Alec Guinness in der Hauptrolle. Dem Film liegt ein Roman von Joyce Cary (1888–1957) zugrunde.

## Handlung
Der exzentrische Maler Gulley Jimson wird wegen telefonischer Belästigung seines Sponsors, dem alten Mr. Hickson, zu einer einmonatigen Gefängnisstrafe verurteilt. Nosey Barbon, der von Jimsons Malkunst begeistert ist, empfängt diesen nach der Entlassung gleich vor den Gefängnistoren, wird aber von Gulley rasch auf den Boden der Tatsachen zurückgeholt. Denn Jimson macht Nosey, der unbedingt selbst Maler werden will, klar, dass man von der „hohen Kunst“ nicht leben könne. Jimson kehrt daraufhin zu seinem Hausboot zurück, um das sich seine Freundin Coker, die in einer Bar arbeitet, in seiner Abwesenheit gekümmert hat. Jimson, ein rotzfrecher Schnorrer, gewiefter Schlawiner und wenig skrupelbehafteter Lebenskünstler, versucht sich von Hickson und Coker Geld zu leihen. Der verkrachte Maler und seine Freundin besuchen später daher Hickson, um für Jimsons Kunstwerke, die dieser Jimsons Ex-Frau Sara Monday abgekauft hatte, bereits das eine oder andere Pfund einzukassieren. Hickson kennt die Schliche und Tricks von Jimson nur allzu genau und ist nicht sonderlich gut auf ihn zu sprechen. In einem günstig erscheinenden Moment versucht Jimson, seine einst von ihm gemalten Werke von Hicksons Haus heimlich mitzunehmen, aber Coker stoppt ihn. Hickson ruft daraufhin sofort die Polizei, aber Jimson und Coker entkommen. Jimson erhält wenig später eine Nachricht von A. W. Alabaster, dem Sekretär des angesehenen Sir William Beeder und seiner Gattin. Diese seien daran interessiert sind, Jimsons frühe Kunstwerke zu erwerben. Jimson und Coker versuchen, eines dieser Werke von Sara zurückbekommen, doch sie will es nicht herausrücken.
Als Jimson die Beeders besucht, sieht er dort eine leere Wand und lässt sich davon zu einem neuen Kunstwerk inspirieren. Und so ziert sein neuestes Werk "Die Auferstehung des Lazarus" bald eben jene Wand der Beeders. Da Sir und Lady Beeder für sechs Wochen nach Bermuda verreist sind, hat Gulley Jimson entsprechend lang freie Bahn. Gulleys alter Künstlerkollege Abel findet heraus, wo Jimson sich vorübergehend niedergelassen hat und zieht nun ebenfalls, sehr zum Ärger Gulleys, ebenfalls unerlaubt in das hochherrschaftliche Gebäude der Beeders ein. Abel lässt sich einen gewaltigen Marmorblock liefern, denn er hat von der British Rail den Auftrag erhalten, eine Skulptur herzustellen. Da Gulley notorisch blank ist und die Beeders noch immer auf Reisen sind, verpfändet Jimson kurzerhand diejenigen Wertsachen des Lords, derer er in so kurzer Zeit habhaft werden kann. Abels Marmorblock kommt an und plumpst im obersten Stockwerk des Gebäudes prompt auf den Fußboden, sodass ein riesiges Loch entsteht. Als Sir William nebst Gattin heimkehren, sind sie völlig geschockt vom „Lazarus“-Gemälde und fallen kurz darauf auch noch durch das Loch im Boden. Jimson kehrt zu seinem Hausboot zurück und trifft Coker dort an. Sie wurde von ihrem Boss, dem Barbesitzer gefeuert, als dieser in der Presse vom Vorfall in Hicksons Residenz gelesen hatte. Spät am Abend überrascht Coker Jimson mit der Nachricht, dass Hickson tot sei und dass er seine Sammlung von Jimsons Werken angeblich "der Nation" vererbt habe. Diese Werke sind in der Tate Gallery ausgestellt, die Jimson daraufhin sofort aufsucht. Vor seiner Ausstellung hat sich eine lange Schlange gebildet, in der Jimson seine Ex Sara ausmacht. Er bedrängt sie, endlich dasjenige Gulley-Gemälde, das zwar in ihrem Besitz ist, er aber zurückverlangt, auch endlich zurückzugeben. Genervt von Jimson drückt sie diesem eine lange Rolle in die Hand, in dem Jimson sein zusammengerolltes Werk vermutet.
Wieder daheim auf dem Hausboot, muss er feststellen, dass nicht nur er die Menschen betuppt, sondern dass diesmal Sara ihn betrogen hat: In der Rolle befindet sich lediglich Klopapier! Wutentbrannt geht Jimson daraufhin mit Nosey zu Saras Haus. Dort kommt es zu einem Handgemenge, bei dem Sara bewusstlos geschlagen wird, als Jimson „sein“ Gemälde ergreifen und mitnehmen will. Nun hat der verkrachte Künstler richtig Ärger am Hals. Jimson und Nosey suchen Schutz in einer verlassenen Kirche. Dort findet der „Meister“ augenblicklich Inspiration für eine neue Schöpfung, die "Das letzte Gericht" heißen soll. Gottseidank verfügt auch die Kirche wie schon zuletzt Beeders Anwesen über eine noch weiße und somit bemalbare Wand. Jimson, Nosey und Coker finden heraus, dass diese Kirche in den kommenden zwei Wochen abgerissen werden soll und organisieren daher mehrere Jugendliche vor Ort, um mit ihrer Hilfe Jimsons ultimatives „Meisterwerk“ zu vollenden. Der schlitzohrige Maler spannt sogar auch noch Lady Beeder für sich ein! Ein Gemeindevertreter, der den Abriss des Gebäudes überwacht, missbilligt ihre Aktivitäten und will eingreifen. Das Gemälde wird exakt am geplanten Tag des Abrisses fertig gestellt. Am Tag der Vollendung rückt dennoch der Bautrupp an, um die Kirche niederzureißen. Da taucht Jimson mit einer Planierraupe auf und fährt kurzerhand durch die von ihm frisch bemalte Wand. Lieber zerstört er sein eigenes Werk als dass dies andere tun. Gulley Jimson läuft zurück zu seinem Boot und segelt, auf der Suche nach neuen Kunst-Abenteuern, die Themse hinunter, bevor die ihm nachwinkenden Nosey und Coker ihn daran hindern können.

## Produktionsnotizen
Der von Ende Januar bis Ende Februar 1957 in den Shepperton Studios von London gedrehte Film erlebte seine Uraufführung in London am 11. November 1958. Am 13. Februar 1959 war Deutschland-Premiere. Die Erstausstrahlung im deutschen Fernsehen fand am 21. Mai 1965 im ZDF statt.
Albert Fennell übernahm die Produktionsleitung. Bill Andrews entwarf die Filmbauten, Julia Squire die Kostüme. Tony Woollard war an dieser Produktion als Zeichner beschäftigt. Muir Mathieson dirigierte die Komposition von Kenneth V. Jones.

## Auszeichnungen und Nominierungen
Gewinner:
- Internationale Filmfestspiele von Venedig 1958: New Cinema Award und Volpi Pokal für Alec Guinness
- Sant Jordi Filmpreis für Alec Guinness
- NBR Award für Kay Walsh

Nominierungen:
- Nominierung für einen Oscar, Sparte Bestes adaptiertes Drehbuch für Alec Guinness
- Internationale Filmfestspiele von Venedig 1958: Goldener Löwe für Ronald Neame
- Nominierung für den New York Film Critics Circle Award für Alec Guinness
- Nominierung für den BAFTA-Award für Alec Guinness (Drehbuch) und Kay Walsh
- Nominierung für den Laurel Award für Alec Guinness

## Wissenswertes
Der deutsche Filmtitel “Des Pudels Kern” ist ein Ausspruch aus Johann Wolfgang von Goethes Faust.
Für den jungen Mike Morgan, der als Nosey hier bereits das zweite Mal an Guinness’ Seite stand, war dies der letzte Film. Er starb noch vor der Premiere an Meningitis.

## Kritiken
Der Film erlebte überwiegend sensationelle Kritiken, nur einige wenige mochten sich den überschwänglichen Beurteilungen nicht anschließen. Nachfolgend einige Beispiele:
Bosley Crowther schrieb in The New York Times vom 12. November 1958, „der Schriftsteller Alec Guinness [habe] ein lustiges und ergreifendes Drehbuch geholt, das der Schauspieler Alec Guinness mit erstaunlicher Klarheit und Eifer“ umgesetzt habe. Crowthers Fazit: „Der Film ist der Triumph – und es ist alles seins. Nun, vielleicht nicht ganz allein seiner. Eine wirklich unglaubliche Besetzung von nahezu fehlerlosen britischen Darstellern helfen Mr. Guinness dabei, einen der prägnantesten Filme eines Künstlers, die jemals gemacht wurden, in eine Form zu gießen. John Bryan hat eine feine Inszenierung ermöglicht, und Ronald Neame, sein Regisseur, hat das Ganze grandios zusammengestellt und ein ideales Schritttempo vorgelegt. Aber es ist ganz klar die Rolle, die Mr. Guinness für sich selbst herausgefiltert hat und die er spielt, die "The Horse’s Mouth" eine grundlegende Bereicherung und Bedeutung gibt.“
Im Movie & Video Guide heißt es: “Joyce Carys verschrobener Roman wurde bewundernswert umgesetzt, mit Guinness als der exzentrische, stotternde Maler.”
Halliwell‘s Film Guide fand, der Film sei eine „dünne, aber stoßweise amüsante, leichtgewichtige Studie eines sozial Ausgestoßenen“ und resümierte: „Zu leichtgewichtig für einen wirklichen Erfolg.“
News of the World hingegeben sah hier „das Werk eines Genies“ vorlegen, und der Evening Standard konstatierte, der Film sei „außerordentlich und erfreulich erfolgreich“ bei dem, was er beabsichtigt habe.
In Lexikon des internationalen Films ist zu lesen: „Ein kauziger Maler steht im Mittelpunkt der anekdotischen Komödie voller skurriler und tragikomischer Episoden – wobei Spaß und Tiefsinn sich nicht immer überzeugend verbinden. Dafür entschädigt jedoch Hauptdarsteller Alec Guinness, der eine gekonnte Mischung aus Trotteligkeit und Gerissenheit, Genialität und schäbiger Gaunerei zum Besten gibt.“